# Lucio Sanseverino
Lucio Sanseverino (né en 1567 à Naples en Campanie, Italie, alors capitale du royaume de Naples et mort le 25 décembre 1623 à Salerne) est un cardinal italien du XVIIe siècle. 
Les autres cardinaux de la famille sont Guglielmo Sanseverino (1378), Federico Sanseverino (1489), Antonio Sanseverino, O.S.Io.Hieros. (1527) et Stanislao Sanseverino (1816).

## Biographie
Lucio Sanseverino est référendaire au tribunal suprême de la Signature apostolique. En 1592 il est nommé archevêque de Rossano et consacré le 21 décembre de la même année par Alexandre de Médicis puis en 1612 est transféré à l'archidiocèse métropolitain de Salerne. Il est aussi nonce apostolique en Flandre (en) de 1619 à 1621.
Le pape Grégoire XV le crée cardinal lors du consistoire du 21 juillet 1621. 
Le cardinal Sanseverino participe au conclave de 1623, lors duquel Urbain VIII est élu pape.

## Succession apostolique
Lucio Sanseverino a ordonné les évêques suivants :
- Archevêque Philippus Rovenius (1620)
- Archevêque Matteo Granito (1623)